# Zr.Ms. Breezand (1989)
De Breezand (Y8018) is een havensleepboot van de Nederlands marine gebouwd door de Deltawerf in Sliedrecht, tijdens de bouw had het schip het bouwnummer 857. De Breezand is vernoemd naar een dorp in de Anna Paulownapolder. De sleepboot wordt gebruikt om de kleinere schepen van de marine binnen te brengen en voor diverse andere sleepklussen in Den Helder.